# Белопавличи

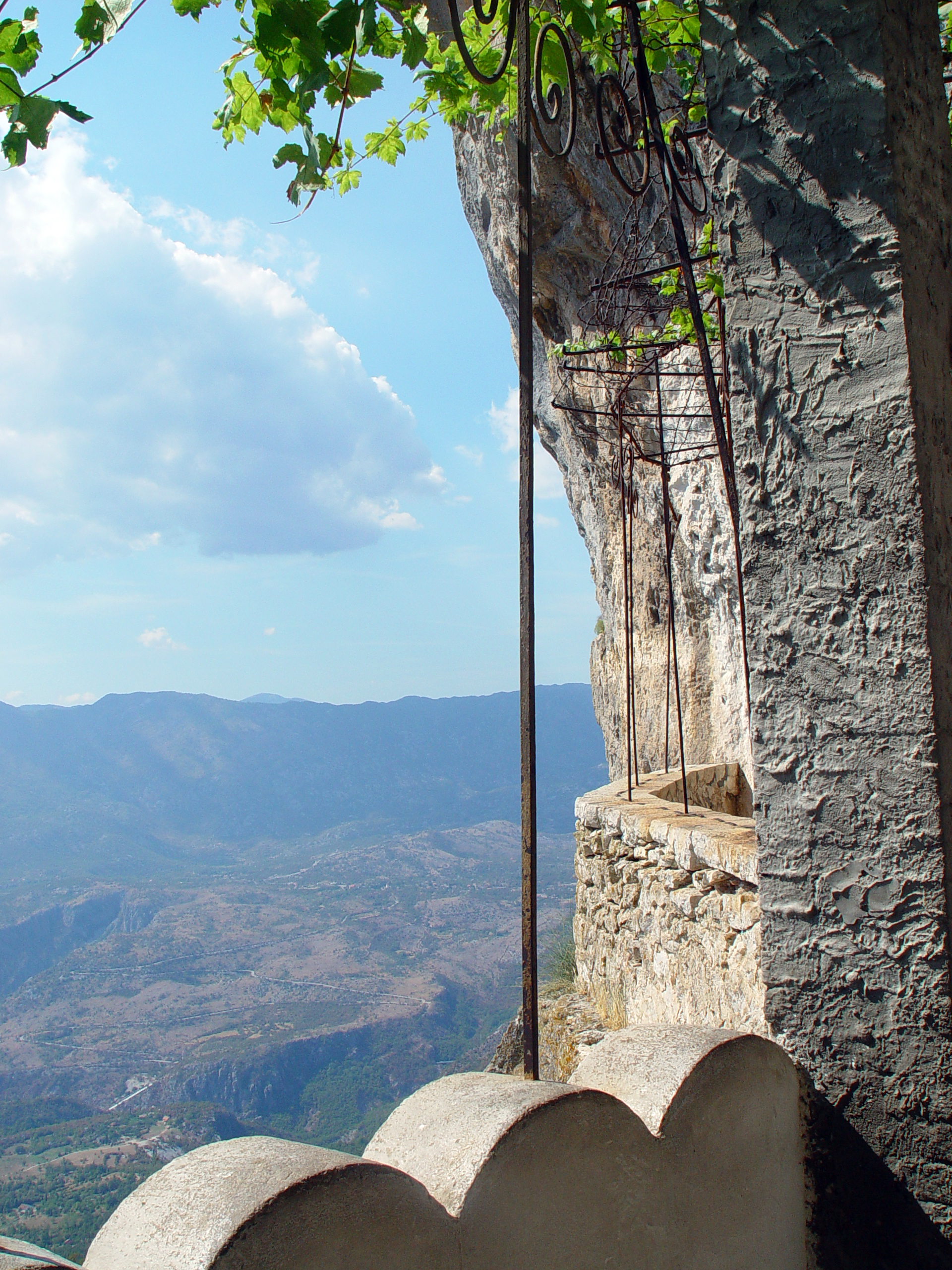
Вид из монастыря Острог на равнину Белопавличи.

Белопавличи (серб. Бјелопавлићи, алб. Palabardhi) — историческое племя (плема) албанского происхождения и долина в районе Брды, в Черногории, вокруг города Даниловград.

## География
Долина Белопавличи (также известная как долина реки Зета) представляет собой полосу плодородной низменности, тянущуюся вдоль реки Зета, расширяющуюся в нижнем течении реки, вплоть до впадения в реку Морача недалеко от Подгорицы. Долина исторически была густонаселена, поскольку плодородные низменности редко встречаются в горной Черногории, и она служила коридором для автомобильного и железнодорожного сообщения между двумя крупнейшими черногорскими городами, Подгорицей и Никшичем. Крупнейшим поселением на равнине является город Даниловград, получивший название в честь князя Данило Петровича. Как ни странно, другая значительная равнина в Черногории, равнина Зета была названа в честь реки Зета, хотя сама река Зета через нее не протекает.

## Имя
Название происходит от полумифического прародителя племени, известного как Биели Павле (букв. «Белый Павел») на славянском языке. Название соответствует Палабарди с тем же значением на албанском языке, что подтверждается венецианским документом XVII века, где Белопавличи записаны как Палабарди. Белопавличи известны как Дукаджинцы (от Дукаджина) среди лужани, которые были местными славяноязычными жителями Даниловградской равнины до появления поселений Белопавличей в этом регионе.

## Устные традиции
Существует несколько версий подобных устных традиций и народных сказаний, записанных с конца XIX века о Белопавличах и их общем прародителе. Ни о какой такой фигуре не существует никаких зафиксированных исторических сведений. Согласно устной традиции, записанной Шпиро Кулишичем, Белопавличи утверждают, что происходят от сына средневекового албанского дворянина Леке Дукаджини по имени Пал Барди (Биели Павле). Традиция также утверждает родство с Гаши, которые изображаются как потомки брата Пала, Гаша или Гаврило. Однако, согласно альтернативной традиции, Леке Дукаджини родил двух сыновей: Николу, от которого Мирдита и Шала происходят, а также Пал Барди, от которого происходят Белопавличи и Гаши. Другая подобная народная традиция считает, что их прародителем был Биели Павле, который был сыном Капетана Леки, переехавшего в Черногорию из Дукаджини (западное Косово) в XV веке после османского завоевания. В устных преданиях нет упоминаний о его этническом происхождении (серб или албанец).
Дальнейшие гипотетические конструкции в XIX веке связывали его с сербским происхождением, соответствующим либо Бели Павлимиру IX века, упомянутому в  «Летописи попа Дуклянина», либо более позднему человеку из XIII века, связанному с домом Неманича, в то время как другие связывали его с албанским происхождением. Среди албанцев из Метохии считается, что его настоящее имя было Пал Барди и что он был сыном Леке Дукаджини.

## Происхождение
Первоначально албанское племя, Белопавличи претерпело процесс постепенной культурной интеграции с соседним славянским населением. Францисканский отчет 17-го века иллюстрирует заключительные этапы их аккультурации. Ее автор пишет, что братоножичи, пипери, белопавличи и кучи: nulla di meno essegno quasi tutti del rito serviano, e di lingua Illrica ponno piu presto dirsi Schiavoni, ch' Albanesi (поскольку почти все они используют сербский обряд и иллирийский (южнославянский) языке, скоро их следует называть славянами, а не албанцами).

## История
Первое упоминание о Белопавличах содержится в письме сербской канцелярии в Дубровнике в 1411 году. Документ представляет собой жалобу народа Рагузы, адресованную Елене Балшич, о грабежах, совершенных Белопавличами вместе с Озриничами, Мазнице и Малоншичами, о рагузских купцах, следовавших через Зету, когда они возвращались из Сербии.
После османского завоевания Верхней Зеты в 1474 году и последующего падения Скутари в 1479 году Белопавличи упоминаются как отдельная нахия в 1485 году после недавно созданного Санджака Скутари. Их территория тогда состояла из 3 поселений, насчитывающих в общей сложности 159 дворов: Мартиничи (35 дворов), Димитровичи (95) и Вражегрмци (29). Антропонимия, зафиксированная в нахии Белопавличи, преимущественно принадлежала к славянской ономастической сфере, хотя меньшинство глав домохозяйств носил албанские или смешанные албанско-славянские личные имена. В отличие от многих других самых северных нахий Санджака Скутари в Черногории, где преобладала славянская антропонимия, меньшинство глав домохозяйств из нахии Белопавличи все еще носили албанские антропонимы в последующих регистрах 16 века. Основываясь на архивных материалах, Селами Пулаха считал такие регионы, как Белопавличи, зонами этнолингвистического контакта между албанскими и славяноязычными группами в средневековый период. В 1496 году османы окончательно включили Зету в состав своей империи.
Сожжение останков святого Саввы после Банатского восстания спровоцировало сербов в других регионах на восстание против османов. В 1596 году восстание вспыхнуло на равнине Белопавличи, затем распространилось на Дробняци, Никшич, Пиву и Гацко (см. Сербское восстание 1596—1597). Оно было подавлено из-за отсутствия иностранной поддержки.
В 1612 году османский султан отправил сына Мехмет-паши в Подгорицу для подавления народных восстаний. Паша оставался в Подгорице три месяца, а затем решил опустошить Белопавличи, взяв в рабство 80 женщин и детей, поджег деревню и украл животных. Мужчины прятались в других деревнях, и по приказу османских солдат соплеменники напали и убили 300 сипахов, украденных у них лошадей и багаж. В 1613 году османы начали кампанию против мятежных племен Черногории. В ответ Белопавличи вместе с племенами Кучи, Пипери, Васоевичи, Кастрати, Келменди, Шкрели и Хоти сформировали политический и военный союз, известный как «Союз гор» или «Албанские горы». На своих общих собраниях, таких как Конвенция Кучи, лидеры принесли клятву беса всеми силами сопротивляться любым предстоящим османским экспедициям, тем самым защищая свое самоуправление и не допуская установления власти османских спахи на севере. высокогорье когда-либо снова. Их восстание носило освободительный характер. Они достигли соглашения с повстанцами за 1000 дукатов и 12 рабов . Венецианец Мариано Болицца (май 1614 г.) зафиксировал, что этот регион находился под командованием османской армии в Подгорице. Было 800 вооруженных людей Белопавличи (итальянский: Biellopaulichi), которыми командовали Ненека Латинович и Братич Томашевич. Позже в том же году Белопавличи, Кучи, Пипери и Кельменди направили письмо королям Испании и Франции, в котором утверждалось, что они независимы от османского владычества и не платят дань Османской империи. Когда паша Герцеговины напал на город Котор в 1657 году, племена Кельменди и Белопавличи также участвовали в этой битве на стороне венецианцев. Котор отбил осаду, но вскоре восстание против османов было подавлено.
Белопавличи упоминаются в османском историческом отчете Мустафы Наимы как одна из албанских общин, поднявших восстание против османских властей в период с 1637 по 1638 годы. Согласно отчету, Белопавличи и Пипери сначала подчинились и оказали поддержку османским войскам под командованием Вучо Мехмед-паши в его кампании против Кельменди, хотя последние позже снова подняли восстание. Население нахии Белопавличи описано в отчете как албанское .
В 1774 году, в том же месяце смерти царя Черногории Степана Малого, Мехмед-паша Бушати напал на племена Кучи и Белопавличи, но потерпел решительное поражение и вернулся в Скутари. Князь-епископ Петр I (годы правления 1782—1830) вел успешную кампанию против бея Боснии в 1819 году; отражение османского вторжения из Албании во время русско-турецкой войны (1828-29) привело к признанию суверенитета Черногории над Пипери. Петру I удалось объединить Пипери и Белопавличи с Черногорией, и когда Белопавличи и остальные холмы (Семь холмов) были объединены в государство Петра, государство, официально названное «Черная гора (Черногория) и Холмы». В 1847 году разразилась гражданская война, в которой Пипери, Кучи, Белопавличи и Црмница стремились противостоять растущей централизованной власти нового князя Черногории; сепаратисты были подавлены, а их зачинщики расстреляны . На фоне Крымской войны в Черногории возникла политическая проблема; дядя Данило I, Георгий, призывал к новой войне против османов, но австрийцы посоветовали Данило не брать в руки оружие. Против Данило был сформирован заговор, возглавляемый его дядями Георгием и Перо. Ситуация достигла апогея, когда османы разместили войска вдоль границы с Герцеговиной, провоцируя горцев. Некоторые призывали к нападению на Бар, другие совершали набеги на Герцеговину, и недовольство подданных Данило выросло настолько, что племена Пипери, Кучи и Белопавличи, недавние и все еще необъединенные приобретения, провозгласили себя независимым государством в июле 1854 года. В Кодексе Данило I, датированном 1855 годом, он прямо заявляет, что является «князем (князем, князем) и господарем (господином) Вольной Черной Горы (Черногория) и Холмов». Данило был вынужден принять меры против повстанцев в Брде. Некоторые повстанцы перешли на территорию Османской империи, а некоторые подчинились и должны были заплатить за гражданскую войну, которую они вызвали. Князь Данило был убит в августе 1860 года, когда садился на корабль в Которском порту. Убийце, вождю Белопавличей Тодору Кадичу, как сообщается, в совершении убийства помогали австрийские власти. Некоторые предполагают, что между ними была личная вражда, тот факт, что у Данило был роман с женой Тодора, и продолжающееся жестокое обращение с племенем Белопавличи со стороны охранников Данило и его войск.
Во время правления Николы I Петровича-Негоша у Белопавличей были плохие отношения с князем, которые еще больше ухудшились после 1908 года, когда видный член племени Андрия Радович был приговорен к 15 годам тюремного заключения во время судебного процесса по делу о взрыве в Цетинье.
Хотя Белопавличи и являются племенем Брды, они были одними из первых в этом районе, которые стали подданными князя-епископа Черногории в конце 18-го века, отсюда их решительная поддержка независимости страны в 2006 году.

## Семьи и известные люди

### Братства

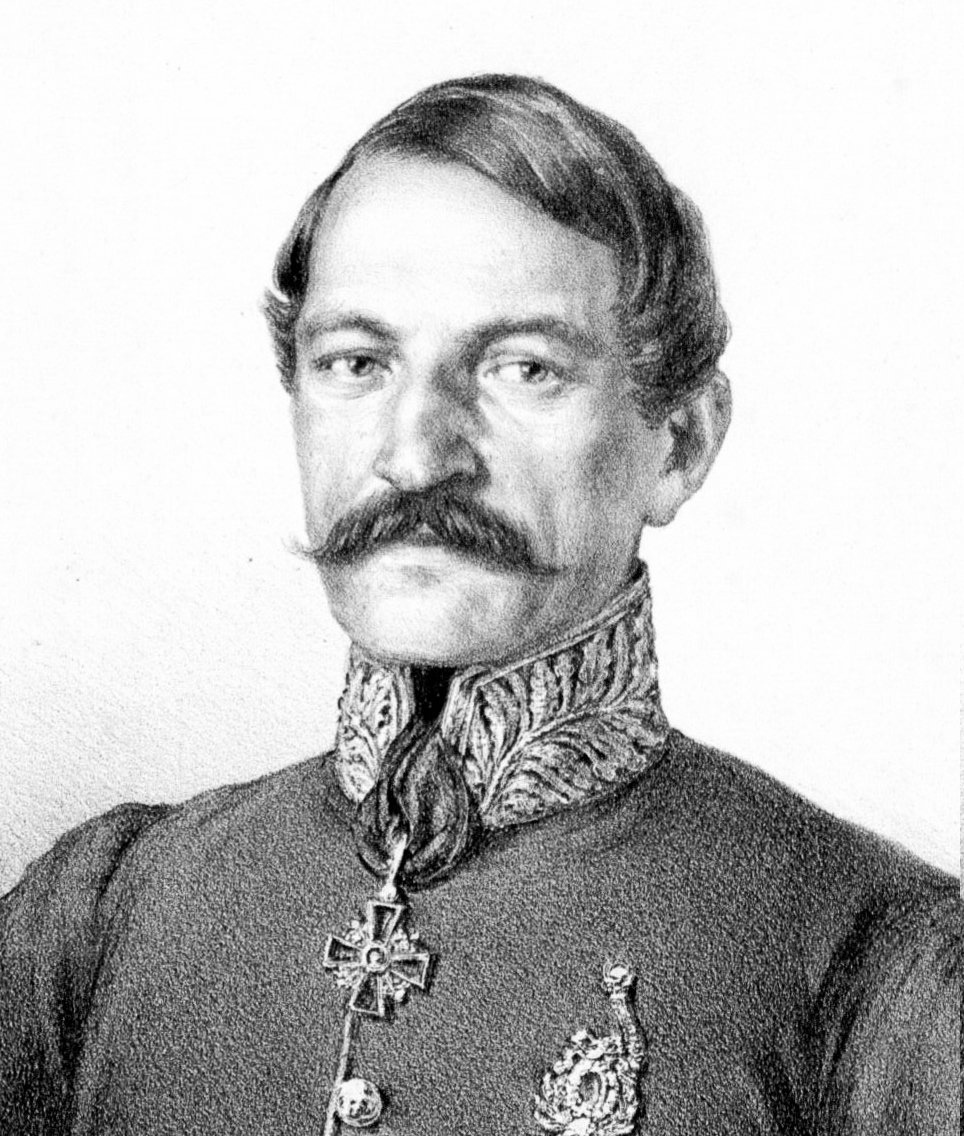
Илья Гарашанин

- Вражегмци и Мартиничи происходят от Бубы Щепановича
- Павковичи, потомки Павко Митровича
- Брайович, потомок Брайо Павковича
- Петрушиновичи, потомки Петра Митровича
- Матияшевичи и Томашевичи происходят от Николы Митровича
- Калезичи, потомки Калета Митровича
- Лужани

Известные люди, родившиеся или происходящие из Белопавличи, включают:
- Илья Гарашанин (1812—1874), сербский государственный деятель, премьер-министр, защитник Конституции, создатель «Начертаний».
- Веселин Джуранович (1925—1997), югославский политик-коммунист.
- Милутин Гарашанин (1843—1898), сербский политик, занимавший пост премьер-министра Сербии.
- Драган Йочич (р. 1960), бывший министр внутренних дел Сербии.
- Йовица Станишич (р. 1950), глава Службы государственной безопасности (СГБ) Министерства внутренних дел Сербии.
- Андрия Радович (1872—1947), политик и государственный деятель.
- Благое Йовович (1922—1999), член партизанского, а затем и четнического движения.
- Васос Мавровуниотис (1790—1847), черногорский генерал греческой революции.
- Милутин Савич (1762—1842), сербский революционер.
- Байо Станишич (1890—1943), офицер Королевской югославской армии.
- Зорица Павичевич (р. 1956), югославская гандболистка, участвовала в летних Олимпийских играх 1984 года.
- Воислав Брайович (р. 1949), сербский актер.
- Зоран Калезич (1950—2023), черногорский певец.
- Борислав Йованович (р. 1941), писатель, поэт и литературный критик.
- Васо Джурович (1922—2014), югославский партизан и российский учёный-животновод.
- Милош Ловченский (р. 1982), российский музыкант-фольклорист.